# Nördlichste Orte der Erde
Bei der Betrachtung des nördlichsten Ortes der Erde muss hinsichtlich der Größenordnung bzw. der Bevölkerungszahl des Ortes unterschieden werden.

## Nördlichste Orte

### Dauersiedlung

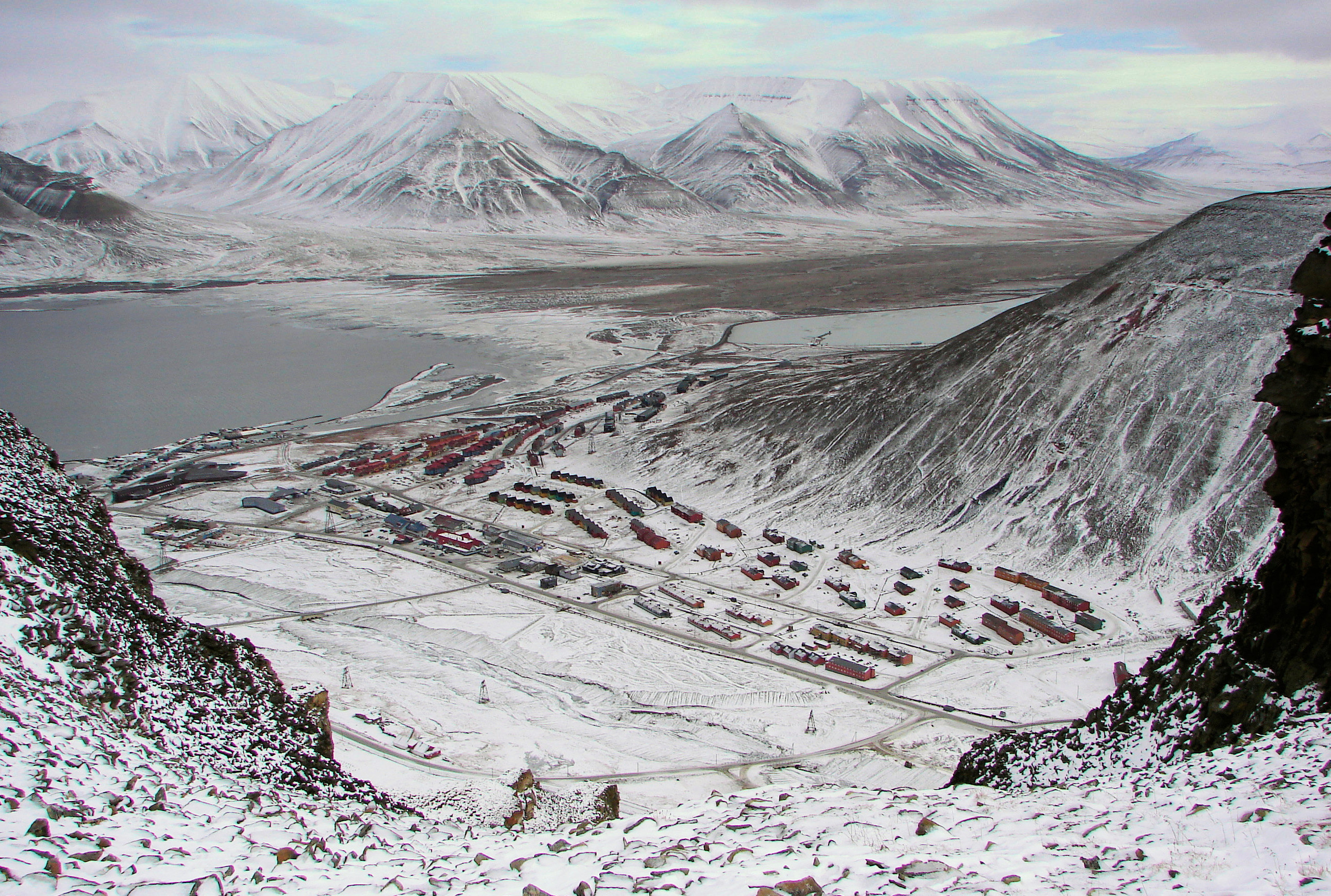
Longyearbyen

Das 1906 gegründete Longyearbyen auf Spitzbergen ist mit 2040 Einwohnern die nördlichste größere Siedlung (78° 13′ N, 15° 38′ O). Ny-Ålesund, ebenfalls auf Spitzbergen, liegt mit 78° 55′ N, 11° 57′ O weiter nördlich, hat jedoch nur rund 30 ständige Bewohner. Im Sommer sind dort bis zu 180 Wissenschaftler beschäftigt.

### Stationen
Die weltweit nördlichste Station auf Land ist Alert in Kanada, auf 82° 30′ N, 62° 20′ W, 2016 mit 62 Bewohnern (2006 mit 5 Bewohnern, 2001 mit 75 Bewohnern). Die Polarnacht dauert auf dieser Breite über viereinhalb Monate, vom 13. Oktober bis zum 1. März. Auch nördlicher als Ny-Ålesund liegt die Station Nord im Nordosten Grönlands, auf 81° 43′ N, 17° 48′ W. Diese Militär- und Wetterstation ist jedoch im Winter mit nur etwa fünf Personen besetzt. Im Sommer können etwa 20 Wissenschaftler hinzukommen.
Auf dem russischen Franz-Josef-Land liegt die Grenzschutzbasis Nagurskaja, die ganzjährig bewohnt ist, ebenfalls nördlicher als 80° (80° 48′ N, 47° 40′ O).

### Natürliche Siedlungen
Das grönländische Dorf Siorapaluk (77° 47′ N, 70° 46′ W) mit 43 Einwohnern (Stand: 2019) beansprucht für sich, die nördlichste natürliche Siedlung der Welt zu sein, also eine Siedlung, die ungeplant entstanden ist und nicht etwa zu militärischen oder wissenschaftlichen Zwecken angelegt wurde. Siorapaluk liegt etwa 50 Kilometer nordwestlich von Qaanaaq (Thule), die Polarnacht dauert vom 28. Oktober bis 13. Februar.
Zuvor gab es mehrere Siedlungen in Nordwestgrönland, die noch nördlicher lagen, aber mittlerweile verlassen sind. Dazu gehört beispielsweise Etah (78° 19′ N, 72° 38′ W), das Mitte des 20. Jahrhunderts noch bewohnt war. Der Ort liegt etwas weiter nördlich als Longyearbyen, aber südlicher als Ny-Ålesund. Etah war um 1900 Ausgangspunkt zahlreicher Nordpol-Expeditionen. Die Siedlung war jedoch seit 1953 nicht mehr ganzjährig bewohnt und wurde nur noch im Sommer als Basis für Jagden genutzt. Die Polarnacht dauert hier von 26. Oktober bis 15. Februar. Noch weiter nördlich befanden sich Anoritooq (78° 33′ N, 72° 9′ W) und Nunataaq (80° 2′ N, 66° 7′ W). Mit der Entdeckung gut erhaltener Ruinen von Winterhäusern in Qaqqaatsut (79° 5′ N, 66° 50′ W) am Pariserfjord im Nordosten von Inglefield Land in den 1980er-Jahren gelang der Nachweis, dass dieser Ort einst ganzjährig besiedelt war. Qaqqaatsut war damit nach heutigem Forschungsstand die nördlichste natürliche Dauersiedlung der Welt. Der Zeitpunkt der Aufgabe dieser drei Siedlungen ist unbekannt, wird aber vermutlich noch im 19. Jahrhundert gelegen haben.
Während eines Klimaoptimums im 1. Jahrtausend vor Chr. gab es auch an der Nordküste Grönlands bis nördlich des 82. Breitengrades ständige Siedlungen der so genannten Independence-II-Kultur. Die Reste von über 400 Siedlungen und anderen Fundstellen sind inzwischen nachgewiesen, C14-Datierungen belegen eine Besiedlung von etwa 800 bis 400 v. Chr. Bemerkenswert daran ist die dort fast fünf Monate dauernde Polarnacht. Die ursprünglichen Namen dieser Orte sind nicht mehr bekannt, die heutigen Namen wie zum Beispiel Qissivik in Pearyland sind im Zuge der Erforschung dieser Siedlungen neu geprägt worden.

### Stadt, Großstadt, Millionenstadt und Hauptstadt
- nördlichste Hauptstadt (eines souveränen Staates) der Welt: Reykjavík, Höfuðborgarsvæðið, Island (64° 8′ N, 21° 56′ W) – 135.688 Einwohner (Stand: 1. Januar 2022)
- nördlichste 50.000-Stadt der Welt: Tromsø, Troms, Norwegen (69° 39′ N, 18° 57′ O) – 77.544 Einwohner (Stand: 1. Januar 2022)
- nördlichste Großstadt der Welt: Norilsk, Region Krasnojarsk, Sibirien, Russland (69° 21′ N, 88° 12′ O) – 175.365 Einwohner (Stand: 14. Oktober 2010)[4]
- nördlichste 500.000-Stadt der Welt: Helsinki, Uusimaa, Finnland (60° 10′ N, 24° 56′ O) – 656.920 Einwohner (Stand: 31. Dezember 2020)
- nördlichste Millionenstadt der Welt: Sankt Petersburg, Nordwestrussland, Russland (59° 56′ N, 30° 19′ O) – 4.879.566 Einwohner (Stand: 14. Oktober 2010) – zum Vergleich: Hamburg 53° 33′ N
- Dikson, Taimyrsky Dolgano-Nenezki, Sibirien, Russland (73° 30′ N, 80° 31′ O) – 676 Einwohner (Stand: 14. Oktober 2010) – hatte in der Sowjetzeit bis zu 5.000 Einwohner, zählte jedoch im Jahr 2014 nur noch 664 Bewohner.
- Nördlichster Ort mit Stadtrechten überhaupt ist seit der Dekolonialisierung im Jahr 1963 das grönländische Qaanaaq (77° 28′ N, 69° 14′ W), besser bekannt als Thule, mit 621 Einwohnern (Stand: 2019).

Seit 1998 hat Honningsvåg in Norwegen (3.500 Einwohner, 70° 59′ N, 25° 59′ O) Stadtstatus, vorher galt das etwas weiter südliche Hammerfest ebenfalls in Norwegen mit 10.109 (Stand: 2013) Einwohnern auf 70° 40′ N, 23° 41′ O als nördlichste Stadt Europas. Die Siedlungen Chatanga (Russland, 2.645 Einwohner, 71° 59′ N, 102° 28′ O) und Utqiaġvik (USA, 4.212 Einwohner, 71° 18′ N, 156° 46′ W) liegen noch weiter im Norden.